# Parodi Ligure
Parodi Ligure es una localidad y comune italiana de la provincia de Alessandria, región de Piamonte, con 751 habitantes.

## Evolución demográfica
| Gráfica de evolución demográfica de Parodi Ligure entre 1861 y 2001 |
|                                                                     |
| Fuente ISTAT - elaboración gráfica de Wikipedia                     |